# 長尾景茂
長尾 景茂（ながお かげもち）は、鎌倉時代中期の武士。長尾氏3代当主。

## 略歴
公暁を討った長尾新六定景の嫡男として生まれる。長尾家は当時三浦氏の郎党であった。三浦氏は北条氏の外戚として勢威を振るっていたが、新たな北条家外戚となった安達氏との対立が激化する。
宝治元年（1247年）、安達氏の後押しを得た5代執権・北条時頼は鎌倉で挙兵。三浦一族とそれに味方する武士を族滅（宝治合戦）し、景茂らも自刃した。長尾一族はほとんど絶え、生き残りは景茂の子である景忠（四郎）など、僅かであったという。
後に長尾氏が上杉氏に仕え始めたのは基景や景為の代である。